# Comunhão aberta
Comunhão aberta, também conhecida como mesa aberta, hospitalidade eucarística ou partilha eucarística, é uma prática de algumas igrejas cristãs onde tanto os membros de sua denominação quanto os não membros podem receber a Eucaristia. A maioria das igrejas que praticam a comunhão aberta exige que o comungante seja um crente batizado, e outros requisitos também podem ser aplicados. As denominações cristãs que praticam a comunhão aberta incluem a Velha Igreja Católica, a Igreja dos Irmãos Morávios, os Anglicanos, os Metodistas, os Pentecostais, assim como certos Luteranos, Cristãos Reformados (incluindo algumas igrejas Presbiterianas, Congregacionais e Reformadas Continentais), Batistas e Assembleias dos Irmãos. Essas denominações cristãs defendem que a Eucaristia é a Ceia de Cristo e, portanto, todos são bem-vindos para comungar.
A comunhão aberta é o oposto da comunhão fechada, na qual o sacramento é reservado aos membros da igreja em questão ou a outras com as quais a igreja mantém um relacionamento de comunhão plena ou irmandade, ou com as quais foi reconhecida para esse propósito. A comunhão fechada pode se referir a uma denominação específica ou a uma congregação individual que serve a comunhão apenas aos seus próprios membros.